# Сарга (Ачитський міський округ)
Сарга́ (рос. Сарга) — присілок у складі Ачитського міського округу Свердловської області.
Населення — 70 осіб (2010, 114 у 2002).
Національний склад станом на 2002 рік: росіяни — 95 %.
Стара назва — Грачі.